# Katharine Birbalsingh

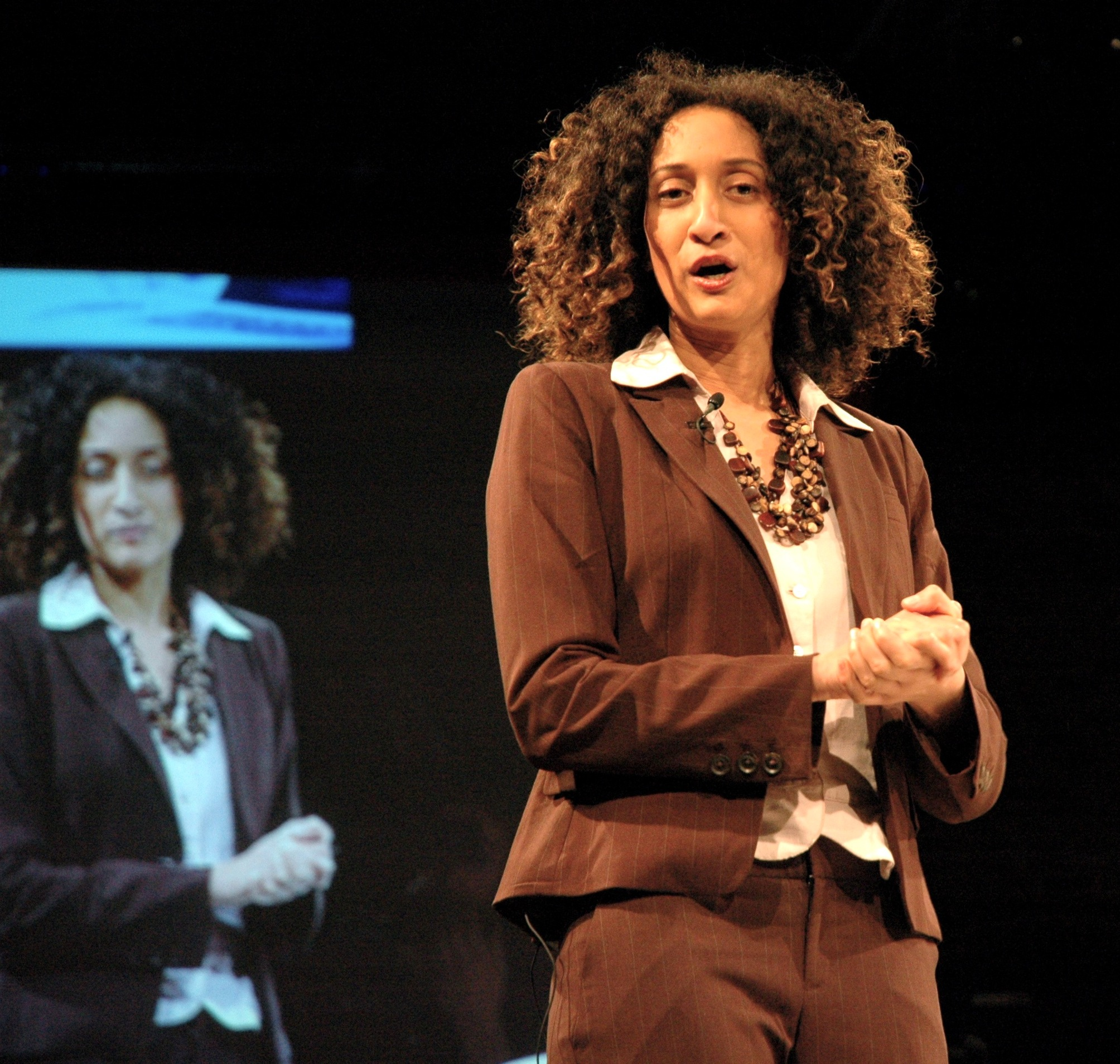
Katharine Birbalsingh (2011)

Katharine Birbalsingh CBE (* 1973 in Neuseeland) ist eine britische Lehrerin, Bloggerin und Publizistin, die über das britische Bildungssystem schreibt. Sie ist Schulleiterin der Michaela Community School, einer freien Schule (Free School) im London Borough of Brent. Brent ist einer von zwei Londoner Bezirken, in denen die ethnischen Minderheiten die Bevölkerungsmehrheit stellen.

## Leben
Birbalsingh wurde in Neuseeland als ältere von zwei Töchtern des Lehrers Frank Birbalsingh aus Guyana und seiner Frau Norma, einer Krankenschwester aus Jamaika, geboren und ist in Kanada aufgewachsen. Ihr Großvater Ezrom S. Birbalsingh war Leiter der kanadischen Missionsschule in Better Hope, Demerara, Guyana. Mit fünfzehn Jahren übersiedelte sie ins Vereinigte Königreich, wo ihr Vater an der University of Warwick als Gaststipendiat weilte.
Sie studierte Französisch und Philosophie an der University of Oxford. Nach ihrem Abschluss ließ sie sich im Vereinigten Königreich nieder.
Sie wurde durch ihren Blog To Miss With Love bekannt, wo sie seit 2007 anonym über ihre Erfahrungen als Lehrerin an einer Inner City Sekundarschule in London schrieb. Nationale Berühmtheit erlangte sie nach einer Rede an der Conservative-Party-Konferenz 2010, wo sie die Bildungspolitik der Partei unterstützte und das staatliche britische Bildungssystem kritisierte, worauf sie ihre Arbeitsstelle verlor.
Nach ihrer Entlassung gründete sie eine englische Free School (staatlich finanzierte und von örtlichen Behörden unabhängige Schule) unter dem Namen Michaela Community School im Londoner Distrikt Brent, nachdem die Projekte in Lambeth und Wandsworth nicht zustande kamen, weil sie auf Widerstand stießen.
Sie schreibt regelmäßig für den Daily Telegraph. Ihr im März 2011 veröffentlichtes Buch To Miss with Love, das ihre Erlebnisse während eines Schuljahres beschreibt, wurde sofort zu einem Bestseller: Es wurde zum Buch der Woche gewählt und von Radio BBC 4 als Serie ausgestrahlt.
Birbalsingh ist eine Vertreterin der traditionellen Unterrichtsmethoden wie sie E. D. Hirsch 1999 in seinem Buch The Schools We Need and Why We Don't Have Them (Die Schulen, die wir benötigen und warum wir sie nicht haben) fordert. Für Hirsch ist der Grund, warum die meisten Studenten am Community College und nicht an der Universität landen, nicht die angeborenen Fähigkeiten oder der familiäre Hintergrund, sondern das für den akademischen Aufstieg fehlende Grundwissen über kulturelle Begriffe und Konzepte. Das Buch habe ihr gezeigt, was in den Schulen schief laufe: Bildung sei, die Kinder Wissen zu lehren und nicht, ihnen Kompetenzen (skills) zu vermitteln. Sie bedauerte, dass Michael Gove – ein Unterstützer von E. D. Hirsch – 2014 als Bildungsminister abgelöst wurde und seine Arbeit nicht vollendet werden konnte.

„Ich ließ Hunderte von Kindern in meinem Leben scheitern, weil ich Teil eines Systems war, das Kinder scheitern ließ. Ich habe mir vorgenommen, nie mehr ein weiteres Kind scheitern zu lassen, und wenn mir das gelingt, dann hat die Michaela Schule nicht nur sie gerettet, sondern auch mich. Es ist möglich. Wir müssen nur anders denken.“

## Auszeichnungen
- 2017 wurde Birbalsingh auf Anthony Seldons Liste der 20 einflussreichsten Personen im britischen Bildungswesen aufgeführt.[14]
- 2019: Contrarian Prize[15]
- 2020: Commander des Order of the British Empire

## Publikationen
- Katherine Bing (Pseudonym): Singleholic, chick-lit-Roman, Hansib Publishing (Caribbean) 2009, ISBN 978-1906190156
- To Miss with Love, Penguin Books 2011, ISBN 978-0-670-91899-7
- Katherine Birbalsingh et al.: Battle Hymn of the Tiger Teachers: The Michaela Way. John Catt Educational Ltd, Woodbridge (Suffolk) 2016, ISBN 978-1909717961[16][17]
- Katharine Birbalsingh et al.: Michaela: The Battle For Western Education. Tiger Teachers Take Two: The Michaela Way. John Catt Educational Ltd, Woodbridge (Suffolk) 2020, ISBN 978-1-912906-21-5)